# مظيفير
مظيفير هو مركزٌ سعوديٌ تابعٌ لمحافظة أبانات التابعة لمنطقة القصيم، في المملكة العربية السعودية. المركز من الفئة (ب)، ورمزه 1840 حسب دليل الترميز الموحد للمناطق الإدارية بالمملكة العربية السعودية.
أصبح المركز تابعاً لمحافظة أبانات وذلك في نوفمبر 2023م الموافق لشهر ربيع الآخر لعام 1445هـ؛ بعد أن كان تابعاً لمحافظة النبهانية.

## التاريخ
مركز مظيفير وهي تبع قطاع الذويبي وهي إقطاع من الأمير هندي بن ناهس الذويبي آمير الشبيكية  عام 1376هـ 1956م ونزلو بها الخضران من بني عمرو بقيادة عبيد بن صقلان الخضراني واخيه عبدالرحمن بن صقلان الخضراني وهو رجل مشهود له بالحكمة والدهاء وتشهد مظيفير نمو سريع وبها بعض الخدمات الحكومية ويوجد بها مزارع النخيل الكثيرة ويكثر فيها الأودية والشعاب ومن أهم الأودية وادي الرجلة اللذي يصب في وادي الداث ويصب وادي الداث في أكبر الأودية في الجزيرة العربية وادي الرمة

## السكان
يبلغ عدد سكان مركز مظيفير وضواحيها 1،800 نسمة وسكانها هم الخضران من بني عمرو من حرب

## الموقع الجغرافي
تقع غرب منطقة القصيم وتبعد عن مدينة بريدة حوالي 160 كم. وعن محافظة الرس 75 كم. وعن الشبيكية 50 كم

## المناخ
المناخ قاري صحراوي، حار جاف صيفًا بارد مُمطر شتاء، وتبلغ درجة الحرارة صيفًا 45°م، وفي الشتاء تصل 3- ما دون الصفر ومتوسط سقوط المطر 145 ملم.